# اس‌اس اینکسی (۱۹۳۷)
اس‌اس اینکسی (۱۹۳۷) (به انگلیسی: SS Inkosi (1937)) یک کشتی بود که طول آن ۴۱۴ فوت ۸ اینچ (۱۲۶٫۳۹ متر) بود. این کشتی در سال ۱۹۳۷ ساخته شد.